# Mojżesz Deutscher
Mojżesz Deutscher (ur. 13 lutego 1878 w Podgórzu, zm. 10 marca 1941 w Krakowie) – żydowski polityk, dziennikarz, senator I kadencji w II RP.

## Życiorys
Ukończył niższe gimnazjum. Jeden z założycieli Stronnictwa Żydów Niezawisłych i od 1919 członek Organizacji Ortodoksów, członek egzekutywy lokalnej w Krakowie i centralnej w Warszawie.
Senator RP I kadencji 1922–1927 wybrany z listy nr 16 w województwie kieleckim. Członek Komitetu Żydowskiego (Klub „Szlomej Emunej Izrael”). W 1928 bez powodzenia ubiegał się o reelekcję z ramienia Ogólno-Żydowskiego Narodowy Blok Wyborczy do Sejmu i Senatu.
Był wydawcą dziennika „Krakauer Tagblatt” oraz warszawskiego „Der Jud” (ukazującego się w latach 1918–1929) oraz redaktorem tygodnika „Das Wochenblatt”. Właściciel drukarni w Krakowie, dyrektor konsumu „Izrael” i spółki wydawniczej „Izrael” (z siedzibą w Warszawie). Był jednym z najaktywniejszych członków Rady Gminy Wyznaniowej w Krakowie, w efekcie jego starań zorganizowano kursy dla nauczycieli religii żydowskiej.
Po wybuchu II wojny światowej pozostał w Krakowie, kilka dni przed śmiercią trafił do krakowskiego getta (utworzonego 3 marca 1941).

## Życie prywatne
Był synem Saula i Liby Banet. Był żonaty z Goldą Mendel, miał syna Arona (1901–1929).